# Coilodes humeralis
Coilodes humeralis là một loài bọ cánh cứng trong họ Hybosoridae. Loài này được Mannerheim miêu tả khoa học năm 1829.